# هرمان مولر (سياسي ألماني)
هرمان مولر (بالألمانية: Hermann Müller (Idstein))‏ هو سياسي ألماني، ولد في 17 أكتوبر 1935 في ألمانيا، وتوفي في 31 ديسمبر 2013 في نفس البلد. حزبياً، نشط في الاتحاد الديمقراطي المسيحي. وقد انتخب عمدة.